# Chiclana de la Frontera (Gerichtsbezirk)
Der Gerichtsbezirk Chiclana de la Frontera ist einer der 14 Gerichtsbezirke in der spanischen Provinz Cádiz.
Der Bezirk umfasst 6 Gemeinden auf einer Fläche von 1.335,70 km² mit dem Hauptquartier in Chiclana de la Frontera.

## Gemeinden
| Gemeinde                               | Einwohner (2024) | Fläche km² | Dichte Einw./km² | Cod INE | Postleitzahl        |
| -------------------------------------- | ---------------- | ---------- | ---------------- | ------- | ------------------- |
| Alcalá de los Gazules                  | 5.223            | 479,59     | 11               | 11001   | 11180               |
| Benalup-Casas Viejas                   | 7.228            | 60,70      | 119              | 11901   | 11160               |
| Chiclana de la Frontera                | 89.794           | 205,45     | 437              | 11015   | 11130, 11138, 11139 |
| Conil de la Frontera                   | 23.996           | 88,51      | 271              | 11014   | 11140, 11149        |
| Medina-Sidonia                         | 11.764           | 487,44     | 24               | 11023   | 11170               |
| Paterna de Rivera                      | 5.505            | 14,01      | 393              | 11025   | 11178               |
| Gerichtsbezirk Chiclana de la Frontera | 143.510          | 1.335,70   | 107              | –       | –                   |